# Huỳnh Lỗi
Huỳnh Lỗi (sinh ngày 6 tháng 12 năm 1971 tại Nam Xương, Giang Tây, Trung Quốc) là nam diễn viên điện ảnh, đạo diễn, ca sĩ, biên kịch và người mẫu, hiện tại Huỳnh Lỗi là giảng viên Học viện Điện ảnh Bắc Kinh . Năm 2000, Huỳnh Lỗi cùng với Lý Á Bằng, Lục Nghị và Hồ Binh được gọi là "Tứ đại tiểu sinh".

## Tiểu sử
Ngày 6 tháng 12 năm 1971, Huỳnh Lỗi được sinh ra tại Nam Xương, Giang Tây, đến năm 7 tuổi cùng với bố mẹ rời tới Bắc Kinh.

## Sự nghiệp
Năm 1990, được nhận vào khoa biểu diễn, Học viện Điện ảnh Bắc Kinh.
Năm 1990, Huỳnh Lỗi bắt đầu triển lộ tài năng khi tham gia diễn xuất phim " Vừa đi vừa hát"- bộ phim tham gia Liên hoan phim Cannes của đạo diễn Trần Khải Ca.
Vào năm 1993, đóng vai khách làng chơi trong tác phẩm điện ảnh "Bá vương biệt cơ" của đạo diễn Trần Khải Ca.
Vào năm 1994, ông được nhận vào viện nghiên cứu khoa biểu diễn Học viện Điện ảnh Bắc Kinh, chuyên đảm nhiệm công tác sản xuất và giảng dạy. Đảm nhiệm công tác trợ giảng, trong đó có những sinh viên khóa 95 như: Tôn Lợi, Tả Tiểu Thanh cùng với Dư Nam; khóa 96 như: Triệu Vy, Trần Khôn cùng với Huỳnh Hiểu Minh.
Trong năm 1995, danh khí của Huỳnh Lỗi lại tăng thêm khi tham gia diễn xuất bộ phim điện ảnh Hồng Kông "Tiếng ca nửa đêm" và đạt giải nam diễn viên phụ xuất sắc nhất tại Liên hoan phim Trường Xuân.
Vào năm 1996, đóng vai chính trong bộ phim điện ảnh Hồng Kông "Nửa cuộc đời", nhờ vai diễn này mà ông đã đạt giải thưởng "Kim phượng hoàng" tại Liên hoan phim do Hội học thuật Nghệ thuật biểu diễn Điện ảnh Trung Quốc tổ chức lần thứ 7.
Trong năm 1997, gia nhập Phong Hoa, phát hành album âm nhạc đầu tay "Vừa đi vừa hát".
Trong năm 1997, tốt nghiệp thạc sĩ tại Học viện Điện ảnh Bắc Kinh, từ chối tất cả các hoạt động biểu diễn nghệ thuật, ở lại đảm nhiệm vai trò giảng viên. Khóa học đầu tiên giảng dạy là khóa 97 khoa biểu diễn, trong đó có các diễn viên như: Hải Thanh, Huỳnh Hải Ba, Diêu Thần, Đỗ Thuần, Mã Tô - họ đầu là những diễn viên nổi tiếng tại Trung Quốc hiện nay.
Năm 1998, đóng vai chính trong bộ phim điện ảnh Hồng Kông "Giấc mộng tình yêu".
Năm 1998, phát hành album âm nhạc thứ 2 "Tôi nghĩ tôi là biển".
Trong năm 1999, đóng vai chính trong bộ phim điện ảnh Đài Loan "Dạ phẫn", đạt doanh thu phòng vé cao nhất tại Đài Loan năm 2000.
Trong năm 1999, đóng vai nhà văn Từ Chí Ma trong bộ phim truyền hình "Khúc nhạc tháng tư".
Năm 2000, đạo diễn vở kịch tốt nghiệp của khóa 97 khoa biểu diễn, Học viện Điện ảnh Bắc Kinh.
Năm 2001, phát hành album âm nhạc thứ 3 "Vân Vân".
Cũng trong năm 2001, tham gia diễn xuất bộ phim truyền hình "Quả quýt đỏ", qua đó đạt tới đỉnh cao trong nghiệp diễn.
Trong năm 2002, đóng vai Lữ Bố trong bộ phim truyền hình đầu tay của đạo diễn Trần Khải Ca "Lữ Bố và Điêu Thuyền".
Năm 2003, đạo diễn bộ phim truyền hình đầu tay, đồng thời phát hành 1 album cùng 1 tiểu thuyết cùng tên "Như nước niên hoa".
Năm 2003, xuất bản tùy bút cá nhân "17 tầng huyễn tưởng".
Trong năm 2004, tham gia diễn xuất phim điện ảnh "38 độ", qua đó được đề cử nam diễn viên chính xuất sắc nhất giải thưởng Hoa Biểu, giành giải thưởng "Kim Phượng hoàng" tại Liên hoan phim do Hội học thuật Nghệ thuật biểu diễn Điện ảnh Trung Quốc tổ chức lần thứ 10.
Năm 2005, gia nhập Hoa Nghị huynh đệ phụ trách chế tác phim truyền hình.
Trong năm 2015, cùng với Hoàng Bột, Tôn Hồng Lôi, Trương Nghệ Hưng, La Chí Tường, Vương Tấn tham gia chương trình "Thử thách cực hạn" mùa đầu tiên của đài Đông Phương.
2016, tiếp tục cùng với Hoàng Bột, Tôn Hồng Lôi, Trương Nghệ Hưng, La Chí Tường, Vương Tấn tham gia chương trình "Thử thách cực hạn" mùa 2 của đài Đông Phương.
2016, cùng với Hà Cảnh, Lưu Hiến Hoa, Bành Dục Sướng tham gia chương trình "Hướng về cuộc sống" của đài Hồ Nam.

## Đời tư
Ngày 8 tháng 3 năm 2004, Huỳnh Lỗi cùng với nữ diễn viên Tôn Lợi đăng ký kết hôn sau 9 năm yêu nhau.
Ngày 6 tháng 2 năm 2006, con gái đầu Huỳnh Ức Từ ra đời, biệt danh "Đa Đa".
Ngày 20 tháng 12 năm 2013, con gái thứ hai Huỳnh Thiếu Ngải ra đời, biệt danh "Muội muội".
Trong năm 2014, cùng con gái cả Đa Đa tham gia chương trình Bố ơi, mình đi đâu thế? (bản Trung Quốc) mùa 2.
Ngày 27 tháng 5 năm 2017, Tôn Lợi đã hạ sinh cho Huỳnh Lỗi con trai đầu lòng - con thứ ba của 2 người tại Hồng Kông.

## Hoạt động

### Đạo diễn
- "Như nước niên hoa" (phim truyền hình 2003, diễn viên: Huỳnh Lỗi, Lưu Nhược Anh, Lý Tâm Khiết).
- "Thiên nhất sinh thủy" (phim truyền hình 2004, diễn viên: Huỳnh Lỗi, Mã Y Lợi, Phạm Băng Băng).
- "Chuyên án 7 ngày" (phim truyền hình 2004, diễn viên: Huỳnh Lỗi, Mã Y Lợi).
- "Tiếng ca nửa đêm" (phim truyền hình 2005, diễn viên: Hà Nhuận Đông, Từ Hi Viên, Tôn Lợi).
- "Yêu thầm chốn đào nguyên" bản Trung Quốc (2006 đến nay, diễn viên: Huỳnh Lỗi, Viên Tuyền, Tôn Lợi, Hà Cảnh).
- " Lão nam nhân lịch hiểm kí" (phim điện ảnh ngắn 2012, diễn viên: Vương Kính Tùng, Trần Minh Hạo).
- "Phiền toái gia tộc" (phim điện ảnh 2017, Huỳnh Lỗi đạo diễn, Yamada Yoji, Giang Chí Cường giám chế).

### Sản xuất, giám chế
- "Song mặt keo" (Phim truyền hình 2007, đạo diễn: Đằng Hoa Đào; diễn viên: Hải Thanh, Đồ Tùng Nham).
- "Bởi vì có bạn" (Phim truyền hình 2007, đạo diễn: Hứa Đồng Quân; diễn viên: Trần Tiểu Nghệ, Trương Gia Dịch).
- "Tứ đại đồng đường" (Phim truyền hình 2009, đạo diễn: Uông Tuấn; diễn viên: Huỳnh Lỗi, Tưởng Cần Cần).
- "Sáng sớm phía trước" (Phim truyền hình 2010, đạo diễn: Lưu Giang; diễn viên: Ngô Tú Ba, Lâm Vĩnh Kiện, Hải Thanh).
- "Ta ái nam khuê mật" (Phim truyền hình 2014, đạo diễn: Uông Tuấn; diễn viên: Huỳnh Lỗi, Trần Số, Vương Hiểu Thần).
- "Phim điện ảnh bố ơi mình đi đâu thế 2" (Phim điện ảnh 2014, diễn viên: các cặp bố con tham gia bố ơi mình đi đâu thế 2, thôn trưởng Lý Duệ).
- "Hắc, lão nhân" (Phim truyền hình 2015, đạo diễn: Dương Á Châu; diễn viên: Huỳnh Lỗi, Lý Tuyết Kiện, Tống Giai).
- "Dành dành nở hoa" (Phim điện ảnh 2015, đạo diễn: Hà Cảnh; diễn viên: Lý Dịch Phong, Trương Tuệ Văn).
- "Tiểu biệt ly" (Phim truyền hình 2016, đạo diễn: Uông Tuấn; diễn viên: Huỳnh Lỗi, Hải Thanh).
- "Tiểu Mẫn Gia" (Phim truyền hình 2021, đạo diễn: Uông Tuấn; diễn viên: Huỳnh Lỗi, Châu Tấn).

### Kịch sân khấu
| Năm  | Tác phẩm                             | Vai            | Nhiệm vụ                       | Ghi chú                                                      |
| ---- | ------------------------------------ | -------------- | ------------------------------ | ------------------------------------------------------------ |
| 1977 | Nguyên nhân ngọt ngào                | Mộng đệ        | Diễn viên                      | Tham gia khi còn nhỏ, đóng giả nữ                            |
| 1992 | Ba chị em                            |                | Diễn viên                      | Hoạt động thời kỳ sinh viên                                  |
| 1994 | Ruồi trâu                            |                | Diễn viên, biên kịch, đạo diễn | Hoạt động thời kỳ sinh viên                                  |
| 1995 | Hồng tự                              |                | Diễn viên, biên kịch, đạo diễn | Hoạt động thời kỳ sinh viên                                  |
| 2000 | Đưa băng người tới                   |                | Biên kịch, đạo diễn            | Ra mắt 2001                                                  |
| 2006 | Yêu thầm chốn đào nguyên (Bản Trung) | Giang Tân Liễu | Diễn viên, tổng giám chế       | Lần đầu diễn năm 2006, đến nay đã được biểu diễn hơn 200 lần |
| 2010 | Tứ đại đồng đường                    | Kỳ Thụy Tuyên  | Diễn viên                      | Ra mắt Đài Loan 2010                                         |
| 2013 | Trường bàn ăn                        |                | Xuất phẩm, đạo diễn            |                                                              |
| 2016 | Thủy trung chi thư                   |                | biên kịch, giám chế            | Ra mắt 2016                                                  |

### Phim truyền hình
| Năm  | Tên phim                        | Vai                            | Ghi chú                       |
| ---- | ------------------------------- | ------------------------------ | ----------------------------- |
| 1993 | Nhân viên Trung Quốc            |                                |                               |
| 1993 | Đại không chiến                 |                                |                               |
| 1993 | Hải mã ca vũ                    |                                |                               |
| 1993 | Náo nhiệt cốc                   |                                |                               |
| 1996 |                                 | Lâm Vỹ Lương/ Phương Hạo Thiên |                               |
| 1997 | Giấc mộng quốc gia              | Hứa Sùng Nghi                  |                               |
| 1997 | Ngụy Liên Sinh                  |                                |                               |
| 1999 | Khúc nhạc tháng 4               | Từ Chí Ma                      |                               |
| 2002 | Quả quýt đỏ                     | Dung Diệu Huy                  |                               |
| 2002 | Lữ Bố và Điêu Thuyền            | Lữ Bố                          |                               |
| 2003 | Như nước niên hoa               |                                | Bộ phim đầu tiên làm đạo diễn |
| 2004 | Chuyên án 7 ngày                | Giang Thiếu Uy                 | Đạo diễn hoạt động            |
| 2004 | Trăng lưỡi liềm và ánh mặt trời |                                |                               |
| 2004 | Thiên nhất sinh thủy            | Phạm Thúc Hàm                  |                               |
| 2004 | Phía trước là biển              | Yên băng                       |                               |
| 2004 | Đô thị nữ nhân tâm              | Lý Huệ                         |                               |
| 2004 | Gia tộc Giấm                    | Học trưởng                     |                               |
| 2005 | Tiếng hát nửa đêm               | Trần Thiên Dật                 |                               |
| 2006 |                                 | Uông Tĩnh Phàm                 |                               |
| 2007 | Gia đình                        | Cao Giác Tân                   |                               |
| 2009 | Tứ đại đồng đường               | Kỳ Thụy Tuyên                  |                               |
| 2010 | Trận chiến hôn nhân             | Hứa Tiểu Ninh                  |                               |
| 2011 | Nam nhân bang                   | La Thư Toàn                    |                               |
| 2012 | Phu thê                         | Đường Bằng                     |                               |
| 2014 | Ta ái nam khuê mật              | Phương Tuấn                    |                               |
| 2015 | Nè, ông già!                    | Lưu Hải Bì                     |                               |
| 2016 | Tiểu Biệt Ly                    | Phương Viên                    |                               |
| 2017 | Quán ăn đêm                     | Ông chủ                        |                               |
| 2019 | Tiểu Hoan Hỉ                    | Phương Viên                    |                               |
| 2021 | Tiểu Mẫn Gia                    | Trần Trác                      |                               |

### Lồng tiếng
| Năm  | Loại | Tiêu đề                  | Vai trò              |
| ---- | ---- | ------------------------ | -------------------- |
| 2011 | Phim | Xe 2                     | McQueen tia chớp     |
| 2014 | Phim | Kỷ băng hà 2             | Diego                |
| 2014 | Phim | Đáng yêu và mẹ           | Đáng yêu             |
| 2014 | Phim |                          |                      |
| 2015 | Phim | Hoàng Tử bé              | Hoàng Tử bé          |
| 2015 | Phim | Kung Fu Gấu Trúc 3       | Po                   |
| 2016 | Phim | Giải mộng người khổng lồ | Những người khổng lồ |
| 2017 | Phim | Xe 3                     |                      |

### Tác phẩm văn học
| Năm  | Loại             | Tiêu đề               | Cơ quan Xuất Bản               |                    |
| ---- | ---------------- | --------------------- | ------------------------------ | ------------------ |
| 2003 | Tiểu Luận        | Như nước niên hoa     | Nhà xuất bản văn học đại chúng | ISBN 9787801713537 |
| 2003 | Tùy Bút          | 17 tầng huyễn ảo      | Nhà xuất bản Thượng Hỉa        | ISBN 9787806781081 |
| 2004 | Tiểu Luận        | Thiên thủy nhất sinh  | Nhà xuất bản đồng tâm          | ISBN 9787805939308 |
| 2014 | Tùy Bút          |                       | Nhà xuất bản Phượng Hoàng      | ISBN 9787539975528 |
| 2015 | Tiểu thuyết dịch | Giáng sinh thư bố gửi | Nhà xuất bản Thượng Hải        | ISBN 9787208126596 |
| 2016 | Tiểu thuyết dịch | Hạnh phúc tiên sinh   | Nhà xuất bản Thượng Hải        | ISBN 9787208134164 |
| 2016 | Công thức nấu ăn |                       | Nhà xuất bản Hồ Nam            |                    |

### Album nhạc
| Tên                  | Năm  | Bài hát |
| -------------------- | ---- | --- |
| Vừa đi vừa hát       | 1997 | Danh mục 1. Lạp lạp ca 2. Không có ý tưởng 3. Mộng tỉnh ở vài giờ chung 4. Nửa đời duyên 5. Tình cảnh này 6. Nội tâm diễn 7. Ngủ ở ta thượng phô huynh đệ 8. Ba cái mộng 9. Thương cảm đường ray |
| Tôi nghĩ tôi là biển | 1998 | Danh mục 1. Ta tưởng ta là hải 2. Cục đá 3. Tiểu liên 4. Hoa khai địa phương 5. Thay đổi 6. Lời đồn 7. Một lần nữa bắt đầu 8. Chỉ có ngươi làm ta muốn 9. Vây thành 10. Thủ ánh mặt trời thủ ngươi |
| Khúc nhạc tháng 4    | 2000 | Danh mục 1. Ta chờ ngươi + phi lý do hoàng lỗi; lâm nhớ liên 2. Ta chờ ngươi (dương cầm độc tấu) 3. Bông tuyết vui sướng (sáo / đàn ghi-ta diễn tấu) 4. Ta không biết phong là ở kia một phương hướng thổi hoàng lỗi 5. Ta không biết phong là ở kia một phương hướng thổi hoàng lỗi 6. Ta cỡ nào hâm mộ ngươi (đàn ghi-ta diễn tấu) 7. Bông tuyết vui sướng (dương cầm diễn tấu) 8. Bông tuyết vui sướng hoàng lỗi 9. Ta cỡ nào hâm mộ ngươi giang mỹ kỳ 10. Phi lý do (dương cầm diễn tấu) 11. Ta chờ ngươi (đàn ác-cooc-đê-ông chờ diễn tấu) 12. Ta không biết phong là ở kia một phương hướng thổi (diễn tấu khúc) 13. Ta cỡ nào hâm mộ ngươi giang mỹ kỳ 14. Lại đừng khang kiều hoàng lỗi |
| Vân vân vân          | 2001 | Danh mục 1. Nhạc dạo 2. Quả quýt đỏ 3. Nơ con bướm 4. Băng điểm cùng điểm sôi 5. Ngươi biết ta yêu ngươi 6. Mây khói 7. Vân vân 8. Bóng dáng 9. Lại đừng lại đừng khang kiều 10. Ngọc khanh tẩu 11. Lão nhà ga |
| Như thủy niên hoa    | 2003 | Danh mục 1. Như nước niên hoa (đối bạch) 2. Như nước niên hoa 3. Như nước niên hoa (dương cầm đối bạch) 4. Khi ta tưởng ngươi thời điểm 5. Ba phần tư ái 6. Như nước niên hoa 7. Ba phần tư ái (dương cầm bản) 8. Với sự vô bổ 9. Tình cờ gặp gỡ (đối bạch) 10. Thâm 11. Tình cờ gặp gỡ (thâm tình bản) 12. Vai hề tình ca 13. Đã từng (đối bạch) 14. Tình bôn 15. Đã từng (guitar bản) 16. Có tài đức gì |

### Chương trình truyền hình
| Năm       | Kênh           | Chương trình               |
| --------- | -------------- | -------------------------- |
| 2014      | Hồ Nam TV      | Bố ơi mình đi đâu thế 2    |
| 2014-2017 |                | Phi thường vật nhiểu       |
| 2015      | Đông phương TV | Thử thách cực hạn          |
| 2015      | Iqiyi          | Chúng ta yêu nhau 20 năm   |
| 2016-2017 | Tencent        | Đầu bếp Huỳnh 4 mùa        |
| 2016      | Youku          | Xuyên qua phòng bếp        |
| 2016      | Đông phương Tv | Thử thách cực hạn          |
| 2017      | Hồ Nam TV      | Hướng về cuộc sống         |
| 2017      | Đông phương Tv | Thử thách cực hạn          |
| 2017      | Mango TV       | Minh tinh đại trinh thám 2 |

## Giải thưởng
| Năm  | Tên lễ trao giải                  | Giải                            | Tên phim đề cử             | Kết quả   |
| ---- | --------------------------------- | ------------------------------- | -------------------------- | --------- |
| 1991 | Liên hoan phim Cannes             |                                 | Vừa đi vừa hát             | Đề cử     |
| 1996 | Liên hoan phim Trường Xuân        | Nam diễn viên phụ xuất sắc nhất | Tiếng hát nửa đêm          | Đoạt giải |
| 1998 | Âm nhạc đại hội                   |                                 | Người mới xuất sắc nhất    | Đoạt giải |
| 1999 | Liên hoan phim Trung Quốc         | Kim Phượng Hoàng                | Nửa cuộc đời               | Đoạt giải |
| 2000 | Liên hoan phim châu Á             | Nam diễn viên xuất sắc nhất     | Dạ phẫn                    | Đề cử     |
| 2002 | Liên hoan phim truyền hình châu Á | Nam diễn viên xuất sắc nhất     | Quả quýt đỏ                | Đề cử     |
| 2004 | Hoa biểu                          | Nam diễn viên xuất sắc nhất     | 38 độ                      | Đề cử     |
| 2005 | Liên hoan phim Trung Quốc         | Kim Phượng Hoàng                | 38 độ                      | Đề cử     |
| 2008 | Giải Bạch Ngọc Lan                | Nam diễn viên xuất sắc nhất     | Gia                        | Đề cử     |
| 2011 | Hồng Kông                         | Nam viên hài kịch xuất sắc nhất | Cuộc chiến bảo vệ hôn nhân | Đoạt giải |
| 2015 | Hoa Đỉnh                          | Nam diễn viên xuất sắc nhất     | Ta ái nam khuê mật         | Đề cử     |
| 2015 | Bạch Ngọc Lan 21                  | Nam diễn viên xuất sắc nhất     | Hey, ông già               | Đề cử     |
| 2015 |                                   | Nam diễn viên xuất sắc nhất     | Hey, ông già               | Đề cử     |
| 2017 | Hoa Đỉnh                          | Nam diễn viên xuất sắc nhất     | Tiểu biệt ly               | Đề cử     |
| 2017 | Giải Bạch Ngọc Lan                | Nam diễn viên xuất sắc nhất     | Tiểu biệt ly               | Đề cử     |